# Il·luviació
La il·luviació és el procés d'acumulació en l'horitzó d'un sòl d'elements procedents d'un altre.
La majoria de les vegades, la il·luviació és deguda al descens de matèries de l'horitzó A a l'horitzó B. En altres casos existeix una migració ascendent o bé, si es tracta de pendents, obliques. Els elements migratoris són partícules d'argila, òxid de ferro i d'alumini, humus, etc., a l'estat col·loidal emulsionades en l'aigua.
Hi ha dos tipus d'il·luviació:
- Mecànica
- Química